# Adermatoglyphie
Als Adermatoglyphie bezeichnet man eine genetisch bedingte Störung, bei der die Betroffenen als isoliertes Symptom an den Handinnenseiten und den Fußsohlen keine Papillarleisten aufweisen und somit keine Fingerabdrücke hinterlassen. Diese Störung ist sehr selten.

## Krankheitsentstehung
Ursache ist wahrscheinlich eine Mutation im so genannten SMARCAD1-Gen auf Chromosom 4, dessen Genprodukt ein Enzym ist, das bei der Hautbildung beteiligt ist. Dieses Enzym wird als SMARCAD-Helikase bezeichnet. Die Mutation, die bei einer betroffenen Schweizer Familie 2011 gefunden wurde, ist eine Punktmutation, bei der eine Purinbase gegen eine Pyrimidinbase ausgetauscht ist (eine so genannte Transversion). Die Punktmutation führt zu einer Verkürzung des Genprodukts und damit wahrscheinlich zu einem in der Funktion eingeschränkten Protein.
Mutationen in Helikasen werden auch für eine andere Störung verantwortlich gemacht, von der man vermutet, dass sie in einem Zusammenhang mit der Adermatoglyphie stehen. Dabei handelt es sich um eine Form der Progerie, das Werner-Syndrom. Auch im so genannten ADULT-Syndrom wurden Patienten mit einer Adermatoglyphie beobachtet.

## Forschungsgeschichte
Im Jahr 2011 wurde von Wissenschaftlern in Basel ein Fall einer in einer Schweizer Familie seit vier Generationen bestehenden autosomal-dominant vererbten Form der Störung beschrieben. Zuvor kannte die Literatur nur vier Fälle von Adermatoglyphie. Ein Fall einer irisch-amerikanischen Familie wurde vor ca. 30 Jahren beschrieben. Die Störung konnte über fünf Generationen zurückverfolgt werden und wurde autosomal-dominant vererbt.
Israelische Wissenschaftler um Eli Sprecher vom Tel Aviv Sourasky Medical Center untersuchten das Erbgut der Familie aus der Schweiz und kamen in ihrer Studie zu dem Ergebnis, dass die Störung vermutlich durch eine Punktmutation in einem nur bei der Hautbildung aktiven Gen ausgelöst wird. Es wurden die Gensequenzen von gesunden und von Adermatoglyphie betroffenen Familienmitgliedern verglichen. Dabei wurde eine Region auf Chromosom 4 Genlocus q22 identifiziert, die mit der Störung assoziiert ist. In der betroffenen Region konnte in einem nichtcodierenden 3' liegenden Exon des Gens SMARCAD1 eine Transversion in einer Splice-Site gefunden werden. Die Punktmutation führt zu einer Verkürzung des Genproduktes. Die entsprechende verkürzte Form der SMARCAD-Helikase wurde in der Haut der Probanden nachgewiesen.